# 安德烈亚·博雷拉
安德烈亚·博雷拉（義大利語：Andrea Borella，1961年6月23日—），意大利男子击剑运动员。他曾获得1984年夏季奥运会男子花剑团体金牌。他的妻子是击剑奥运冠军弗朗西斯卡·博尔托洛齐-博雷拉（Francesca Bortolozzi-Borella）。